# Tromborn
Tromborn (prononcé en français [tʁɔ̃bɔʁn]) est une commune française située dans le département de la Moselle, en région Grand Est.

## Géographie

### Localisation
La commune est en Moselle-est, à proximité de la frontière franco-allemande au cente du triangle formé par les communes de Bouzonville, Boulay-Moselle et Creutzwald. Située à 32 km de la ville de Metz, 16 km de Sarrelouis et 11 km de Boulay, elle est nichée sur le plateau qui jouxte le Pays de Nied et le Warndt, offrant un panorama sur toute la vallée de la Nied, celle de la Bisten et le bassin de la Sarre. Sur les hauteurs du village s'offre une vue qui s’étend au-delà du pays Messin, jusqu’aux côtes de Moselle et au Pays des trois Frontières. Le massif des Vosges situé à environ 100 km s’observe par temps clair avec du matériel optique. Les villes frontalières les plus proches de Tromborn sont Felsberg (Sarre) en Allemagne à 5 km, Schengen au Luxembourg à 30 km, Athus en Belgique à 65 km et Bâle en Suisse à 200 km.
| Lille à 300 kilomètres              | Maastricht aux Pays-Bas à 180 kilomètres | Francfort en Allemagne à 175 kilomètres |
| Paris à 300 kilomètres              | Tromborn                                 | Nuremberg en Allemagne à 330 kilomètres |
| Dijon en Côte-d'Or à 245 kilomètres | Bâle en Suisse à 200 kilomètres          | Munich en Allemagne à 380 kilomètres    |

Le village se situe dans l'axe européen Bruxelles / Strasbourg, la direction sud-ouest correspond à la diagonale des faibles densités et à la diagonale continentale.

### Communes limitrophes
Les distances entre Tromborn et les chefs-lieux suivants sont exprimées en kilomètres par la route :
1. Bouzonville à 7 km ;
2. Falck à 7 km ;
3. Überherrn  à 10 km ;
4. Boulay à 11 km ;
5. Creutzwald à 15 km ;
6. Sarrelouis  à 16 km ;
7. Saint-Avold à 25 km ;
8. Metz (préfecture) à 32 km ;
9. Thionville à 36 km ;
10. Sarrebruck  à 38 km ;
11. Forbach (sous-préfecture) à 40 km ;
12. Nancy à 91 km ;
13. Luxembourg à 119 km ;
14. Francfort  à 220 km ;
15. Paris (capitale) à 366 km.

### Relief
| Metz Thionville Forbach Saint-Avold Sarrebourg Dieuze Bitche Faulquemont 452 m Côte de Drince (403 m) Mont-Tromborn (385 m) 986 m 664 m 390 m 325 m 358 m 400 m 392 m 414 m 312 m Château de Malbrouck |

Localisation de quelques points culminants mosellans.
Le plateau sur lequel est bâti le village s’allonge dans la direction nord - nord-ouest vers le sud - sud-ouest, il présente une pente très forte vers l’est - sud-est et s’abaisse au contraire en pente beaucoup plus douce vers Bouzonville dans la direction de l’ouest -sud-ouest. Ce relief du plateau lorrain mesure environ 2 km de largeur (sud-ouest/nord-est), 4,5 km de longueur (sud-est/nord-ouest) et présente une amplitude altimétrique de 150 m faisant de lui l'un des principaux points culminants du Pays de Nied,.

### Géologie
| Tromborn |

Cliquer sur l'image pour obtenir la légende
de cette carte hydrogéologique de la Lorraine.
« Les couches supérieures du grès bigarré que nous voyons depuis Dalem, au sud-est du plateau de Tromborn laissent place un sol schisteux, verdâtre et rouge, contenant des veines d’un gypse blanc fibreux (pierre à plâtre). Ce sol se distingue également par la présence d’une grande quantité de minéraux de type mica que l’on trouve habituellement dans les couches supérieures du grès bigarré. On distingue les couches de plus en plus élevées de cette formation calcaire ordinaire, comportant ses fossiles habituels (ammonites, moules et divers organismes marins).
Dans la direction du nord-ouest, vers Bouzonville, on distingue nettement l’inclinaison des couches du muschelkalk. Puis, au pied du plateau, apparaissent de nouvelles formations en schiste. »
— Armand Dufrénoy et Léonce Elie de Beaumont, inspecteurs généraux des mines, 1847.
Sous l’actuel château d’eau du village se trouve une couche du Dévonien moyen datée d’environ 380 Ma.
Le passage de Philippe Louis Voltz à Tromborn il y a 203 ans, et sa description détaillée des strates géologiques de la région, révèle l'importance scientifique de cette zone pour la géologie. Voltz, géologue alsacien réputé pour ses travaux sur le terrain, a documenté un système stratigraphique complexe, composé de plusieurs types de roches sédimentaires et de minéraux :
| Description de Philippe Louis Voltz qui passa à Tromborn il y a 203 ans     | Commentaire |
| --------------------------------------------------------------------------- | --- |
| Calcaire argileux tendre et blanc, entouré d'un calcaire cristallin à grain | une alternance de roches carbonatées, suggérant des variations dans les conditions de sédimentation. |
| Marnes en schiste grises                                                    | des roches sédimentaires argileuses formées sous des conditions marines ou lacustres, souvent associées à des milieux relativement calmes.                                                                            |
| Marnes rouges et vertes                                                     | des dépôts souvent liés à des environnements oxydants ou à des variations de conditions sédimentaires (par exemple, lacustres ou lagunaires).                                                                         |
| Gypse inférieur du grès bigarré                                             | le gypse est souvent un signe d’évaporites, indiquant des environnements marins peu profonds ou des bassins de lagunes asséchés.                                                                                      |
| Grès à ciment de marne rouge                                                | un grès consolidé par des marnes rouges, souvent trouvé dans des environnements fluviaux ou désertiques. |
| Grès jaunâtre à ciment argileux et calcaire                                 | un grès caractérisé par un liant argileux et calcaire, potentiellement formé dans des environnements de plaine alluviale.                                                                                             |
| Calcaire argileux                                                           | une nouvelle couche de calcaire mélangé à de l'argile, probablement issue de dépôts marins peu profonds. |
| Calcaire à grain fin, argileux, à effervescence lente                       | cette description suggère une roche contenant une faible proportion de calcite ou de dolomite, qui réagit lentement avec l'acide chlorhydrique (effervescence lente), souvent liée à une origine marine ou lagunaire. |

La vue d'ensemble offerte par Voltz sur les strates géologiques de la région de Tromborn témoigne de sa richesse en termes de dépôts sédimentaires, et fournit des indices sur les anciens environnements géologiques, tels que des mers peu profondes, des lagunes ou des bassins évaporitiques, présents il y a des millions d'années.
En 1868, on note la présence de minerais de fer dans le muschelkalk de la côte de Tromborn. La richesse du sous-sol en houille (sous la nappe phréatique et la couche du Permien) a engendré une activité minière souterraine du milieu du XIXe siècle jusqu'en avril 2004.

### Hydrographie
L'eau joue un rôle important dans l'origine toponymique du village, 4 masses d'eau des bassins versants Nieds et Bassin Houiller imprègnent son sous-sol :
- la Bisten[11], affluente de la Halsbach s'écoule vers Rémering[12] (55 % de la surface de la commune située sur la masse d'eau) ;
- l'Ihnerbach[13], affluent de la Dumbach s'écoule vers Oberdorff et Villing (32 %) ;
- l'Ohligbach[14], affluent de la Leschbach s'écoule vers Brettnach et Alzing (10 %) ;
- le ruisseau d'Ottonville[15], à cheval sur calcaire et grès[16] s'écoule vers Téterchen (3 %).

Tromborn est desservie en eau potable par les quatre forages de Dalem et celui de Téterchen qui ont une capacité de production maximale de 200 m3/h. L’eau captée passe par la station de traitement de Téterchen qui la déferrise et la désinfecte avant de la refouler vers les réservoirs de Tromborn et Téterchen d’où elle est ensuite distribuée. Le syndicat intercommunal produit en 2017 un volume d'eau de l'ordre de 670 000 m3 (21 litres/s) qu'il livre à ses 22 communes adhérentes (13 620 habitants) à travers son réseau long de plus de 200 km, ce qui représente une consommation moyenne de 134 litres/habitant chaque jour.
L'eau brute provient de la nappe profonde des grès du Trias inférieur située à environ 200 m de profondeur qui est un réservoir d'eau naturel composé d'une couche de roche faite de sables compactés (les grès) dont les interstices sont remplis d’eau. Cette eau potable et naturellement protégée de la pollution de surface par des couches d'argiles imperméables et de roches circule lentement (moins de 25 m par an) du sud vers le nord (des Vosges vers la Sarre) et du sud-ouest vers le nord-est (de la Meuse vers le nord de la Moselle) depuis plus de 5 000 ans.
Le village dispose d'une fontaine reconstruite en 1996 sur la place du même nom et d'un château d'eau d'une capacité de  200 m3 représentant  1,7 m3/foyer.

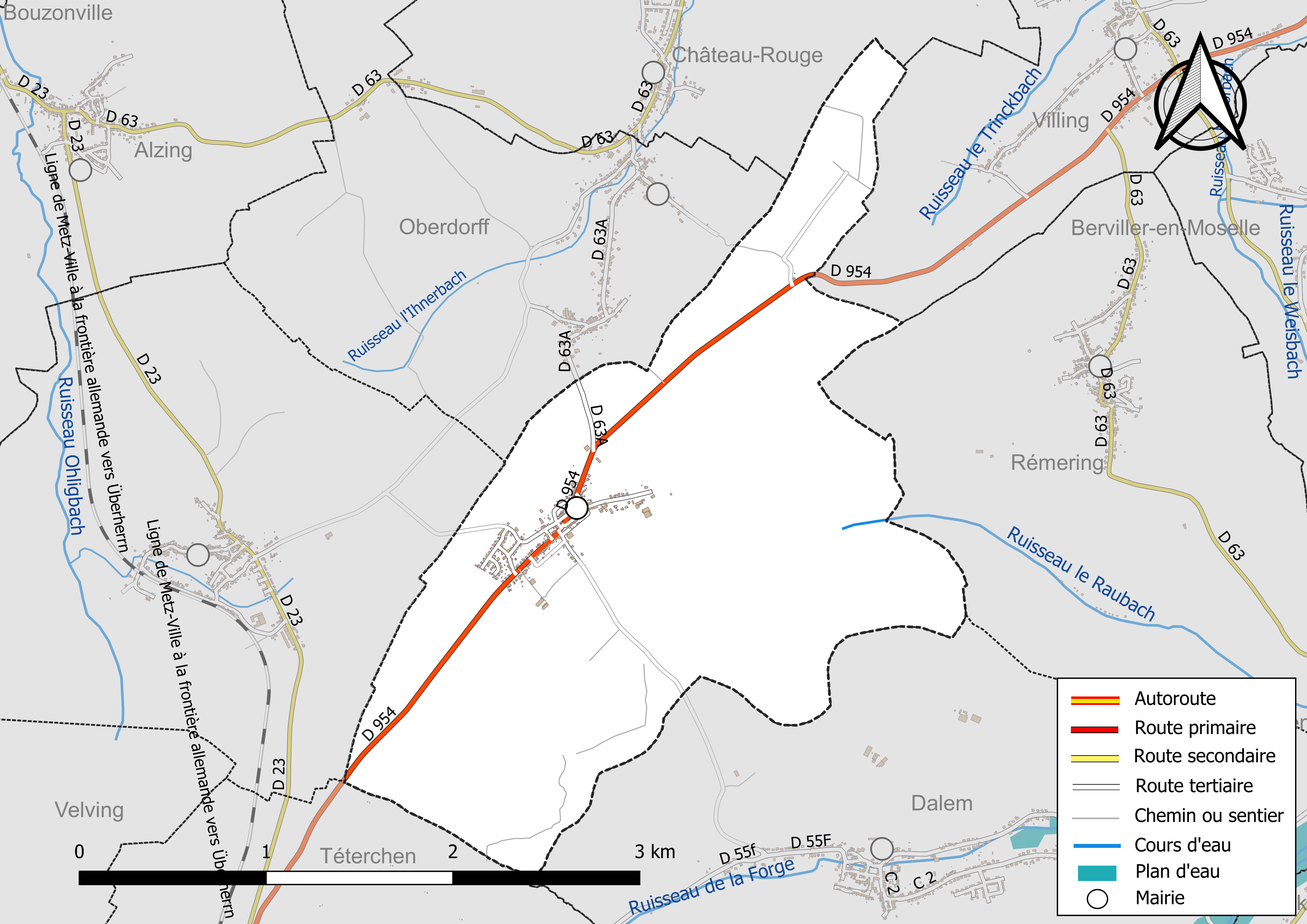
Réseaux hydrographique et routier de Tromborn.

### Climat
Pour des articles plus généraux, voir Climat du Grand Est et Climat de la Moselle.
En 2010, le climat de la commune est de type climat de montagne, selon une étude du Centre national de la recherche scientifique s'appuyant sur une série de données couvrant la période 1971-2000. En 2020, Météo-France publie une typologie des climats de la France métropolitaine dans laquelle la commune est exposée à un climat semi-continental et est dans la région climatique Lorraine, plateau de Langres, Morvan, caractérisée par un hiver rude (1,5 °C), des vents modérés et des brouillards fréquents en automne et hiver.
Pour la période 1971-2000, la température annuelle moyenne est de 9,1 °C, avec une amplitude thermique annuelle de 17,3 °C. Le cumul annuel moyen de précipitations est de 902 mm, avec 12,6 jours de précipitations en janvier et 9,4 jours en juillet. Pour la période 1991-2020, la température moyenne annuelle observée sur la station météorologique de Météo-France la plus proche, « Seingbouse », sur la commune de Seingbouse à 24 km à vol d'oiseau, est de 10,5 °C et le cumul annuel moyen de précipitations est de 731,4 mm. 
La température maximale relevée sur cette station est de 37,9 °C, atteinte le 25 juillet 2019 ; la température minimale est de −17 °C, atteinte le 20 décembre 2009,,.
Les paramètres climatiques de la commune ont été estimés pour le milieu du siècle (2041-2070) selon différents scénarios d'émission de gaz à effet de serre à partir des nouvelles projections climatiques de référence DRIAS-2020. Ils sont consultables sur un site dédié publié par Météo-France en novembre 2022.

### Voies de communication et transports
Le village se situe aux kilomètres 32 et 33 de la route départementale 954 qui s’étend d’ouest en est de Metz (km 0) à Sarrelouis (km 38), en passant par Boulay-Moselle (km 21). Des routes relient les communes limitrophes de Dalem, Rémering, Villing, Oberdorff, Brettnach et Téterchen au plateau trombornois.
La commune dispose d'un arrêt de bus situé en face de l'église notamment desservi par une ligne qui va tous les mardis matin à Bouzonville, les gares ferroviaires les plus proches sont celles de Bouzonville à 7 km, de Saint-Avold à 27 km et Metz à 36 km.
L'accès au réseau autoroutier français peut se faire à 16 km sur l' A4 par la Porte de Boulay-Moselle (no 38), quant au réseau autoroutier allemand, il est accessible à 8 km via l'échangeur de Sarrelouis sur l'autoroute A620 en direction de Luxembourg, Sarrebruck, Trèves et Mannheim.
Les aéroports civils les plus proches sont ceux de Metz-Nancy-Lorraine à 60 km, du Luxembourg à 83 km et de Strasbourg Entzheim à 173 km. Le transport du courrier à Tromborn se fait en utilisant le code postal 57320 qui est celui du bureau de poste de Bouzonville. Concernant la communication des données en fibre optique, 95.7% des logements de la commune y sont raccorables, la technologie ADSL est quant à elle présente sur la totalité de la commune,.

## Urbanisme

### Typologie
Au 1er janvier 2024, Tromborn est catégorisée commune rurale à habitat dispersé, selon la nouvelle grille communale de densité à sept niveaux définie par l'Insee en 2022.
Elle est située hors unité urbaine et hors attraction des villes,.

### Occupation des sols
L'occupation des sols de la commune, telle qu'elle ressort de la base de données européenne d’occupation biophysique des sols Corine Land Cover (CLC), est marquée par l'importance des territoires agricoles (80,8 % en 2018), une proportion sensiblement équivalente à celle de 1990 (81,2 %). La répartition détaillée en 2018 est la suivante :
terres arables (79,9 %), forêts (14,7 %), zones urbanisées (4,5 %), zones agricoles hétérogènes (0,9 %). L'évolution de l’occupation des sols de la commune et de ses infrastructures peut être observée sur les différentes représentations cartographiques du territoire : la carte de Cassini (XVIIIe siècle), la carte d'état-major (1820-1866) et les cartes ou photos aériennes de l'IGN pour la période actuelle (1950 à aujourd'hui).

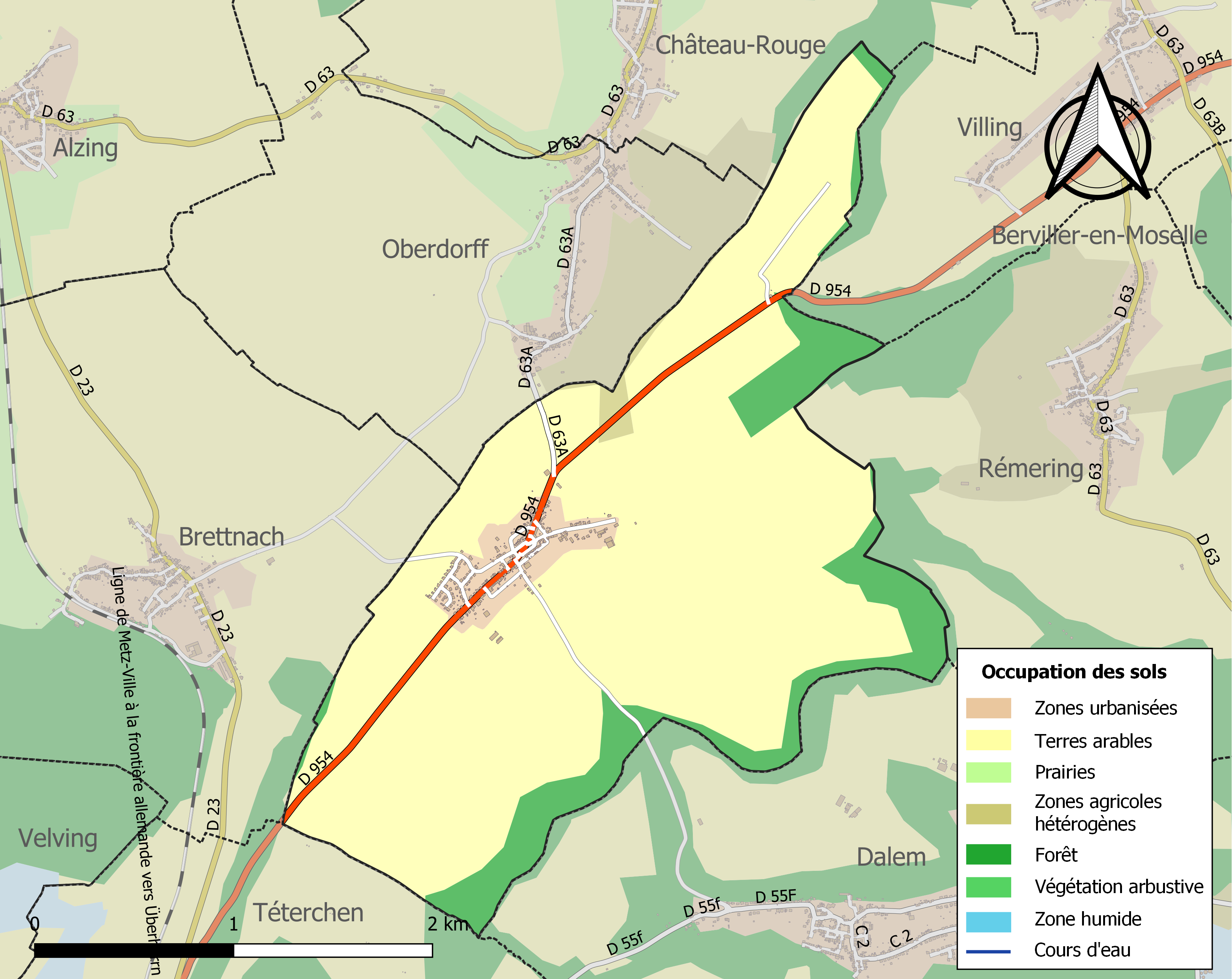
Carte des infrastructures et de l'occupation des sols de la commune en 2018 (CLC).

## Toponymie
La commune de Tromborn est également appelée Tromborren en francique lorrain, son nom est actuellement constitué du préfixe trom qui signifie trois et du suffixe born qui signifie fontaine ou amas d'eau dans les langues germaniques. C'est une structure toponymique récurrente dans la plupart des mentions écrites faites à la commune depuis 7 siècles, ainsi les armes parlantes de Tromborn se trouvent ornées de trois fasces ondées.

### Anciennes mentions
« Une partie de l'ancien village détruit de Tromborn est désigné, sur certaines cartes, sous la dénomination de Römerloch et Römerborn qui pourrait bien avoir donné naissance au nom actuel. Dans le langage du pays on dit fort bien : de Römer born, te Römer born, t'Romborn, et cette étymologie pourrait être acceptée, si les anciens titres ne la rapportaient aux trois fontaines qui existaient sur ce plateau. »
— Notice sur le pays de la Sarre, et en particulier sur Sarreguemines et ses environs, 1887.
| Nom du village  | Année   |
| --------------- | ------- |
| Fontaynes,      | +1 299, |
| Trois fontaines | +1 324, |
| Trois-fontaines | +1 333, |
| Dreibrunnen     | +1 400, |
| Dreiborn        | +1 429, |
| Drensborn       | +1 544, |
| Dreyborn        | +1 594, |
| Tronsbouren     | +1 633, |
| Drinsborn       | +1 681, |
| Drimbouren      | +1 701, |
| Trombourg       | +1 715, |
| Tromborn        | +1 789, |

Selon le registre paroissial le curé d'Odenhoffen baptisait des personnes « in Cappella de Trimborn », par exemple en 1700.

## Histoire
La position de Tromborn sur les hauteurs a joué un rôle important dans son histoire :
- en temps de paix, elle a permis d'établir un point de passage pour les premiers réseaux de communications nécessitant un relais en altitude[41],[42] ;
- en temps de guerre, elle a constitué un point de passage frontalier pour les belligérants[43] et conduit au lourd bombardement du village qui est visible depuis l'Allemagne[44].

### De la Préhistoire auXVIIIesiècle
Les premières traces de populations humaines à Tromborn remontent à 5200 av. J.-C. à 4000 av. J.-C. durant la diffusion du Néolithique final. Ces peuples faisaient partie des civilisations rubanées.
Le 7 juillet 1683 le roi Louis XIV accompagné de la Reine, du Dauphin et du duc d'Orléans passèrent à Tromborn à l'occasion de leur retour de Sarrelouis en direction de Versailles.

#### Les mines de Falck
Plusieurs travaux datés des périodes antiques et médiévales furent découverts au sein du complexe minier de la Grande Saule à Falck, propriété de la commune de Tromborn dans le district minier du Warndt (district minier de Falck-Hargarten-aux-Mines). Les mines de Falck ont fait l’objet d’une grande entreprise en 1740 et 1750, on y a trouvé des parties considérables de minerais sans beaucoup de recherches. Creusées à l’affleurement dans les grès intermédiaires du Trias immédiatement au-dessus du grès vosgien, elles exploitaient le cuivre sous forme de malachite plus rarement d’azurite et le plomb. Des spécialistes ont déjà tenté de déterminer l’évolution dans le temps de ces extractions minières depuis la Protohistoire jusqu’au XIXe siècle.

### XVIIIesiècle
L'édit du 22 avril 1762 autorisa deux familles juives à vivre en Lorraine. Les trombornois perdirent le dernier membre de la seule famille juive qui leur restait en novembre 1889.

### XIXesiècle
En 1813, la Sixième Coalition contre la France menace de plus en plus l'Empire d'une invasion et le 13 mars, Napoléon qui a besoin de transmissions rapides ordonne l'établissement d'une ligne de télégraphie aérienne entre Metz et Mayence. Tromborn disposait alors d'un télégraphe Chappe qui communiquait avec Boucheporn, Freistroff et Rehlingen-Siersburg en Allemagne.
Le 6 septembre 1893, une grande manœuvre militaire rassembla 40 000 à 50 000 soldats sous les yeux de l'empereur Guillaume II à Tromborn.

« J'appelle tout uniment « Combat de Tromborn », cette première rencontre entre les deux corps d'armée, le 8e, de la Prusse rhénane, descendant de Trêves par la vallée de la Sarre, le 16e, de la Lorraine, s'avançant au nord-est de Metz. Le combat s'est, en effet, arrêté au village de Tromborn, un peu au nord-est de Teterchen. Teterchen ou Tromborn, peu importe l'appellation: il est probable qu'elle ne figurera pas dans l'histoire.
Commençons par vous dire que le premier effort du 8e corps en vue de pénétrer dans le rayon de Metz n'a pas abouti malgré un retour offensif du centre pour briser l'attaque, convergente suivant toutes les règles de l'art militaire allemand, les arbitres intervenant ont démontré aux troupes du 8e corps qu'elles avaient le dessous, mais là ce qui s'appelle le dessous, et qu'il leur restait simplement a se replier en plus ou moins bon ordre. Ce qu'elles se sont empressées de faire. Guillaume, avec le 16e corps, est donc reste maître du champ de bataille. Tel a été le résultat de la journée. Mais Guillaume II, je viens de le voir reprendre son train en gare de Teterchen. Son succès ne l'a pas ébloui. Ce n'est certainement pas le même homme qu'il y a deux jours, sous l'armure blanche, et faisant cette rentrée d'un si prodigieux effet par la porte Serpenoise, à Metz, dans un décor d'apothéose. »

— Grégore, Le Gaulois : littéraire et politique du jeudi 7 septembre 1893

#### La construction d'un édifice religieux
En mars 1890, ce village occupé depuis des siècles reçut une subvention de 7 000 marks pour la construction de son église. Le curé du village, l'abbé Stenger, comme ses fidèles, s'en réjouit et fit publier sa reconnaissance envers le gouvernement. L'année suivante un paratonnerre fut proposé pour l'édifice tout neuf, la foudre ayant ravagé l'église voisine d'Odenhoven.

### XXesiècle

#### La coupe du princeHenrien 1910
La coupe du prince Henri de Prusse (de) mit à l'épreuve des automobilistes du 2 au 8 juin 1910, les concurrents passèrent dans le village de Tromborn en Lorraine annexée (1870-1918). Selon Automobil Revue le prince conduisit lui-même cette randonnée sportive de bout en bout, plusieurs étapes étaient au programme. On comptait près de 2 000 kilomètres à parcourir, Ferdinand Porsche et Heinrich Schönfeldt (de) remportèrent la victoire avec une Austro-Daimler, il y eut deux tués, les voitures sportives étaient nées. Certaines références évoquent le « Circuit automobile de Lorraine »,.

#### Ligne Maginot
Six ouvrages fortifiés de la ligne Maginot du sous-secteur de Tromborn ont été construits entre 1930 et 1940 : ouvrage du Bovenberg entre les communes d'Éblange et d'Ottonville, ouvrage de Denting entre les communes d'Ottonville et de Denting, ouvrage du Village-de-Coume à Coume, ouvrage d'Éblange, ouvrage du Langhep Nord et ouvrage du Langhep Sud.
De 1939 à 1940, le 161e régiment d'infanterie de forteresse, composé de trois bataillons de mitrailleurs occupe le sous-secteur de Tromborn.
Lors de l'occupation allemande sur la France, la Wehrmacht contourne la ligne Maginot par les Ardennes épargnant cette zone des combats.

#### Seconde Guerre mondiale
Le 1er septembre 1939 devant les menaces d’agression allemandes, le village alors situé dans la « zone rouge » reçut l'ordre d'évacuation, les réfugiés formèrent de longues files de voitures attelées de chevaux qui voyagèrent à pied et en charrette jusqu’à Thiaucourt en Meurthe-et-Moselle durant huit jours avec cinq étapes : Varize, Sorbey, Pommérieux, Novéant-sur-Moselle et Thiaucourt. Les ouvriers mineurs furent séparés du reste de la population et dirigés vers le Nord-Pas-de-Calais pour y travailler dans les mines tandis que le reste de la population fut transféré dans le département de la Vienne à Brigueil-le-Chantre, le voyage en train s’acheva à la gare (aujourd'hui désaffectée) de La Trimouille et les réfugiés furent transportés jusqu’à Brigueil en camion.
Du 12 septembre 1939 au 30 novembre 1939 le 92e groupe de reconnaissance de division d'infanterie participa à l'offensive de la Sarre, il intervint (coups de main et contre-attaques) dans le secteur de Tromborn.
« Et puis, dans les jours, les semaines et les mois qui suivirent ce furent des déplacements incessants qui nous acheminèrent par des méandres incontrôlables, jusqu'aux avant-postes de Brettnach et de Tromborn, durant le dur hiver 1939, où Allemands et Français semblaient jouer à la petite guerre d'un poste à l'autre, et où les uns le matin, les autres le soir, auraient pu traire la même vache abandonnée. »
— La grâce et l'événement, récit d'André Merlaud, 1983.
« Entre le 21 et le 23 mai 1940, les obus pleuvent sur Tromborn en feu, en face les mitrailleuses crépitent depuis la ligne Maginot, les avant-postes du 80e régiment d’infanterie se battent dans le village. Le capitaine fait préparer la batterie à tirer au cas où les Allemands déboucheraient dans la commune dont le clocher de l'église, constituant un bon point de repère depuis l'Allemagne, est abattu par notre propre artillerie. »
— Carnets de guerre d’un Cormeillais, 1940.
D’août 1940 à 1945 les Trombornois attendirent le retour en Moselle mais celui-ci fut difficile car seules 2 maisons étaient en état, celles restaurées par les Allemands pour y loger le gestionnaire chargé de cultiver les terres du village en l’absence de leurs propriétaires. À la suite de la libération de Tromborn le 28 novembre 1944 par la 95e division division d'infanterie américaine et après un long voyage de retour, les villageois trouvèrent d'abord refuge à Varize avant de regagner le village en 1945.
Le cimetière américain de Saint-Avold qui est plus grand cimetière américain de la Seconde Guerre mondiale en Europe se situe à 28 km de Tromborn.
Le 1er juillet 1948, la commune de Tromborn a été décorée de la croix de guerre 1939-1945 par l'association du Mémorial des batailles de la Marne de Dormans.

#### Tour de France 1948
Le jeudi 22 juillet 1948, la 18e étape du Tour de France relia Strasbourg à Metz, les coureurs passèrent au kilomètre 158 à Tromborn avec Gauthier, Martin, Baratin, Klabinski et Corrieri en tête, Corrieri remporta l'étape au sprint à Metz 37 kilomètres plus loin.

### XXIesiècle
Un lotissement de maisons individuelles a été réalisé au début du XXIe siècle dans le prolongement de la rue des Bleuets, cet aménagement a donné lieu à la création de 3 nouvelles rues : rue des Jonquilles, rue des Marguerites et impasse des Violettes.
Le parc éolien de Téterchen exploité par la société allemande PNE Wind (de) est implanté sur le plateau de Tromborn depuis 20 ans, il fut le premier parc éolien du Grand Est de la France lors de sa mise en production le 1er décembre 2004.

## Politique et administration

### Tendances politiques et résultats
L'électorat trombornois est caractérisé par sa tendance de gauche sur le plan local, de droite sur le plan national, et sa plus forte participation que la moyenne nationale aux élections, comme en témoignent les résultats présentés ci-dessous. Sauf en 2002, lorsque la participation à l’élection présidentielle fut relativement faible, le candidat Jean-Marie Le Pen fit dans la commune un score inférieur au reste du département. En 2004, les élections régionales furent dans la commune largement remportées par le candidat socialiste avec 34 points d’écart devant son adversaire. En 2005, le référendum sur le traité constitutionnel européen fut approuvé par l'électorat communal. En 2007, ce sont une nouvelle fois les candidats socialistes qui arrivèrent en tête dans la commune, avec 10 points de plus que la moyenne de la circonscription. En 2010, le président socialiste du conseil régional sortant Jean-Pierre Masseret fut une fois encore largement réélu.

### Organisation administrative
| Forbach Boulay-Moselle Tromborn |

L'Arrondissement de Forbach-Boulay-Moselle
sur une carte de la Moselle.
Entre 1751 et 1790, cette localité est une communauté du bailliage de Bouzonville régie par la coutume de Lorraine. À la suite de la Révolution française, elle est rattachée au district de Sarrelouis en 1790, puis à l’arrondissement de Thionville en 1801. Par ailleurs, la commune disposait au cours du XIXe siècle d'un bureau de douanes et d'un relais de postes aux chevaux.
Entre 1871 et 1918, à la suite de l'annexion d'une partie de la Lorraine par l'Empire allemand, Tromborn fait partie de l'arrondissement de Boulay, ce dernier devient l’arrondissement de Boulay-Moselle en 1919 puis est finalement fusionné avec l'Arrondissement de Forbach le 1er janvier 2015. Depuis lors Tromborn est incorporée à l'Arrondissement de Forbach-Boulay-Moselle et dépend de la sous-préfecture de Forbach (une « antenne de sous-préfecture » est cependant maintenue à Boulay).
Sur le plan cantonal, la commune dépend du canton de Bérus entre 1790 et l'An III, du canton de Bisten de l'An III à 1801, et enfin du canton de Bouzonville depuis 1801 ou 1802.
Au niveau intercommunalité, Tromborn fait partie de la communauté de communes Houve-Pays boulageois depuis sa création le 1er janvier 2017.
Le député de la 7e circonscription législative dont dépend Tromborn est Alexandre Loubet, sa nuance politique est Rassemblement national.

### Administration municipale
Le conseil municipal est constitué en 2022 du maire, 3 adjoints et 7 conseillers municipaux. Hormis les services assurés par la mairie, la commune n'a aucun service public sur son territoire, ces derniers sont disposés dans les chefs-lieux proches que sont Bouzonville, Boulay-Moselle et Metz.

### Liste des maires
Les données les plus anciennes ont été complétées à partir d'une simple lecture en ligne du registre d'état civil.
| Période        | Période      | Identité                                                                             | Étiquette | Qualité                                                            |
| -------------- | ------------ | ------------------------------------------------------------------------------------ | --------- | ------------------------------------------------------------------ |
| mars 2014      | en cours     | Gabriel Armand Contelly                                                              |           | Exploitant agricole                                                |
| mars 1989      | mars 2014    | Roger Sauer                                                                          | DVG       | Directeur d'une antenne régionale de la Sécurité sociale des mines |
| mars 1983      | mars 1989    | Louis Crauser                                                                        |           | Agent de maîtrise                                                  |
| mai 1953       | mars 1983    | Alfred Englinger                                                                     |           | Employé HBC                                                        |
| octobre 1945   | mai 1953     | Pierre Hourte                                                                        |           | Cultivateur                                                        |
| août 1939      | octobre 1945 | Jean Theobald                                                                        |           |                                                                    |
| 1935           | août 1939    | Jean Theobald                                                                        |           |                                                                    |
| avant mai 1929 | 1935         | Jacques Poncelet                                                                     |           |                                                                    |
| 1908           | 1914         | Jean Nicolas Contelly                                                                |           |                                                                    |
| 1902           | 1908         | Jean François Nippert                                                                |           | Régent d'école à Nousseviller                                      |
| 1886           | 1892         | Jacques Jung                                                                         |           |                                                                    |
| 1875           | 1875         | Johann Noël                                                                          |           |                                                                    |
| 1872           | 1872         | Jean Noël                                                                            |           |                                                                    |
| 1863           | 1871         | Jacques Jung                                                                         |           |                                                                    |
| 1860           | 1863         | Antoine Champlon                                                                     |           |                                                                    |
| 1850           | 1859         | Ferdinand Poncelet                                                                   |           |                                                                    |
| 1848           | 1850         | Jacques Dauendorffer                                                                 |           | Maire provisoire                                                   |
| 1848           | 1848         | Ferdinand Poncelet                                                                   |           |                                                                    |
| 1840           | 1848         | Nicolas Fery                                                                         |           |                                                                    |
| 1838           | 1840         | Pierre Knein                                                                         |           |                                                                    |
| 1835           | 1837         | Jean Hilt                                                                            |           |                                                                    |
| 1831           | 1835         | Pierre Knein                                                                         |           |                                                                    |
| 1830           | 1831         | Jean Noël                                                                            |           |                                                                    |
| 1825           | 1830         | Jean Hilt                                                                            |           |                                                                    |
| 1817           | 1825         | Michel Noël                                                                          |           |                                                                    |
| 1812           | 1819         | Nicolas Théobald                                                                     |           |                                                                    |
| 1809           | 1812         | Antoine Noël                                                                         |           |                                                                    |
| 1807           | 1809         | Jacques Lehlitter                                                                    |           |                                                                    |
| 1799           | 1807         | - Georges Becker - Jacques Lehlitter                                                 |           |                                                                    |
| 1792           | 1799         | - Louis Poncelet - Pierre Noël - Georges Becker - Christophe Massonnet - Jean Caleur |           |                                                                    |

En Alsace-Lorraine, de 1871 à 1918, annexé au IIe Reich allemand, les maires sont nommés pour 6 ans par le président du district (Bezirkspräsident), qui est l'équivalent du préfet.

### Politique environnementale
La commune pratique le tri sélectif des déchets et organise traditionnellement une opération village propre au printemps. Elle entretient son territoire en pratiquant régulièrement des débroussaillages, travaux sylvicoles, plantation de fleurs, d’arbustes… La commune effectue des coupes et autres travaux qui lui permettent d'optimiser la production de bois, de conserver une forêt stable, et de préserver la biodiversité et les paysages
.

### Politique budgétaire
Tromborn fait partie d'un groupement fiscalisé qui perçoit les quatre taxes locales (les taxes foncières sur le bâti et le non-bâti, les taxes d'habitation et professionnelle).
Les données suivantes présentent la fiscalité de la commune pour l'exercice 2015 :
L’excédent brut de fonctionnement de 75 000 € représente 203 € par habitant, pour une moyenne nationale de 202 € constatée dans les communes de même strate.
L’endettement du village est de 0 € par habitant, pour une moyenne de 545 € pour la strate.

### Jumelages
Brigueil-le-Chantre est historiquement proche de Tromborn depuis qu'elle a accueilli les réfugiés du village en 1939, ce lien ne donne pas lieu à un jumelage.

## Population et société

### Démographie

#### Évolution démographique
Le recensement de 1872 indique un déclin démographique dans la commune. Tromborn étant un village à céréaliculture, la crise agricole des années 1890 et la guerre de 1914-1918 accentuèrent l'exode rural.
La commune étant trop éloignée des nouveaux centres industriels du XXe siècle, certains ouvriers et petits propriétaires abandonnèrent définitivement leur village natal pour rejoindre les villes.
La baisse historique de la population entre 1936 et 1946 est due à la destruction totale du village au début de la Seconde Guerre Mondiale.

L'évolution du nombre d'habitants est connue à travers les recensements de la population effectués dans la commune depuis 1800. Pour les communes de moins de 10 000 habitants, une enquête de recensement portant sur toute la population est réalisée tous les cinq ans, les populations de référence des années intermédiaires étant quant à elles estimées par interpolation ou extrapolation. Pour la commune, le premier recensement exhaustif entrant dans le cadre du nouveau dispositif a été réalisé en 2008.

En 2022, la commune comptait 333 habitants, en évolution de −10,48 % par rapport à 2016 (Moselle : +0,52 %, France hors Mayotte : +2,11 %).
| 1800 | 1806 | 1821 | 1836 | 1841 | 1861 | 1866 | 1871 | 1875 |
| ---- | ---- | ---- | ---- | ---- | ---- | ---- | ---- | ---- |
| 368  | 369  | 429  | 515  | 520  | 507  | 518  | 460  | 449  |

| 1880 | 1885 | 1890 | 1895 | 1900 | 1905 | 1910 | 1921 | 1926 |
| ---- | ---- | ---- | ---- | ---- | ---- | ---- | ---- | ---- |
| 413  | 407  | 412  | 383  | 366  | 368  | 400  | 401  | 413  |

| 1931 | 1936 | 1946 | 1954 | 1962 | 1968 | 1975 | 1982 | 1990 |
| ---- | ---- | ---- | ---- | ---- | ---- | ---- | ---- | ---- |
| 383  | 364  | 117  | 259  | 253  | 280  | 268  | 306  | 288  |

| 1999 | 2006 | 2008 | 2013 | 2018 | 2022 | - | - | - |
| ---- | ---- | ---- | ---- | ---- | ---- | - | - | - |
| 296  | 326  | 334  | 371  | 343  | 333  | - | - | - |

#### Ménages
Le nombre total de ménages trombornois est de 150 en 2018.
| Ménages de                  | 1 personne | 2 pers. | 3 pers. | 4 pers. | 5 pers. | 6 pers. ou + |
| --------------------------- | ---------- | ------- | ------- | ------- | ------- | ------------ |
| Tromborn                    | 17,9 %     | 39,3 %  | 22,2 %  | 15,4 %  | 4,3 %   | 0,9 %        |
| Moyenne Nationale           | 31 %       | 31,1 %  | 16,2 %  | 13,8 %  | 5,5 %   | 2,4 %        |
| Sources des données : INSEE |            |         |         |         |         |              |

### Enseignement
Tromborn fait partie de l'académie de Nancy-Metz et dispose d'une école élémentaire publique du 3e cycle, l'école du Marronnier scolarise 26 élèves en 2022-2023. L’école est regroupée en RPI avec les proches communes de Brettnach, Oberdorff, Château-Rouge et Vœlfling-lès-Bouzonville.

### Manifestations culturelles et festivités
La fête patronale Saint-Éloi était auparavant organisée par l'Amicale des Sapeurs Pompiers de Tromborn jusqu'à la disparition du corps des sapeurs-pompiers, sur demande du maire et pour perpétuer la tradition, cette manifestation est désormais organisée par l'Amicale Villageoise chaque deuxième weekend de juillet.
En 1995, le Club sports & loisirs commença à organiser chaque année une fête ou un festival musical au cours du mois d'août, les premières éditions de cette manifestation se déroulèrent sur le thème musical de la country durant 15 ans, puis sur le thème du rock en 2012. Cette manifestation qui n'est plus reconduite, accueillait à son apogée des milliers de personnes, elle était appréciée de part et d'autre de la frontière. Le Club sports & loisirs quant à lui est une association de la commune qui existe toujours en 2022, le club organise d'autres rendez-vous à l'attention des riverains.
La municipalité organise traditionnellement une cérémonie de distribution de cadeaux ou friandises aux enfants pour fêter la Saint-Nicolas au cours du mois de décembre ; les enfants les moins sages ou les cancres pouvaient selon la tradition, être terrifiés par cette cérémonie. Comme les associations du village, la municipalité organise des activités à l’attention des enfants et des plus grands.

Le 1er septembre 2018 fut inauguré le bâtiment mairie-école-salle des fêtes remodelé, pour cet important chantier Hélène Zannier la députée de la circonscription fut présente, elle aussi découvrit avec intérêt la nouvelle salle des fêtes d'une capacité de 96 places. Ce bâtiment créé il y a 71 ans est situé en face du vieux marronnier dont l'école communale porte le nom, on y accueille par exemple les cérémonies, les fêtes des associations ainsi que le repas des anciens.

### Randonnée et circuits
Le circuit de cyclotourisme entre Nied et Warndt long de 18 km démarre à Tromborn, il est en moyenne bouclé en 1 h 30 et offre à voir une variété de paysages au travers d'un campagne agricole propice à l’élevage et à la culture céréalière.
Le chemin des oiseaux est un sentier de randonnée de 7,66 km présentant un dénivelé de 155 m entre Dalem et Tromborn, ce parcours est en moyenne bouclé en 2 h 25.
Au départ du Mont-Tromborn le circuit des panoramas long de 11,1 km traverse des vallées forestières ponctuées de clairières parsemées d’étangs, celui-ci présente un dénivelé de 144 m et réalise une boucle entre les hauteurs de la commune, Rémering et Dalem,.

### Santé
La plupart des services de santé est disposé dans les communes proches entre 10 et 35 km.

### Sports
Une aire de jeux pour les 3-12 ans ainsi qu’un terrain multi-sports ont été inaugurés par le maire et son équipe municipale le 1er juillet 2016, place de la Fontaine.

### Cultes
Tromborn fait partie de la Communauté de Paroisses Saint Bruno de l’Ancienne chartreuse qui est incluse dans l'archiprêtré de Boulay / Bouzonville faisant lui-même partie de la zone pastorale de Saint-Nabor du Diocèse de Metz.
La chorale St François de la Communauté de Paroisses regroupe en 2017 une soixantaine de choristes qui répètent et chantent régulièrement depuis plus de 30 ans dans l'église communale. Durant la période du  Carême et selon la tradition pascale, le soir du jeudi saint les cloches du village s'en vont à Rome où le Pape les bénit, tandis que le vendredi saint les fidèles font le chemin de croix depuis l'église Saint-Martin d'Odenhoven.

Les paroissiens de Tromborn se réunirent le jeudi 11 décembre 1884 en l'église d'Odenhofen avec M. l'abbé Fistié, archiprêtre de Bouzonville et plusieurs de ses confrères ; les pasteurs et leurs brebis, admiratifs, inaugurèrent ensemble l'érection de ce qui fut pour eux « un nouveau Chemin de croix ».

## Économie

### Revenus de la population et fiscalité
En 2010, le revenu fiscal médian par ménage était de 29 647 €, ce qui plaçait Tromborn au 14 650e rang parmi les 31 347 communes de plus de 50 ménages en métropole.

### Emploi, entreprises et commerces
Tromborn fait partie de la zone d'emploi du Bassin houiller à l'Est du département de la Moselle.
|                             | Agriculteurs | Artisans, commerçants, chefs d’entreprise | Cadres, professions intellectuelles | Professions intermédiaires | Employés | Ouvriers |
| --------------------------- | ------------ | ----------------------------------------- | ----------------------------------- | -------------------------- | -------- | -------- |
| Tromborn                    | 7,9 %        | 2,6 %                                     | 0 %                                 | 31,6 %                     | 31,1 %   | 18,8 %   |
| Moyenne nationale           | 2,4 %        | 6,4 %                                     | 12,1 %                              | 22,1 %                     | 23,7 %   | 34,2 %   |
| Sources des données : Insee |              |                                           |                                     |                            |          |          |

Les métiers de l'agriculture sont trois fois plus représentés que la moyenne nationale, ce qui est plutôt normal pour un village de campagne.

### Agriculture
L'agriculture du village s'organise sur environ 400 ha en un paysage de champs ouverts, elle est essentiellement constituée d'une céréaliculture intensive avec production de blé, d'orge, de maïs ainsi que d'autres cultures industrielles telles que le colza. Aujourd'hui subsistent encore quelques prairies permanentes (environ 25 ha) dont certaines servent à l'élevage de bovidés (moutons, bovins).

## Culture locale et patrimoine
La rue du 12 décembre 1948 rappelle qu'à cette date, le colonel Bel remit à Pierre Hourte, alors maire du village, la croix de guerre avec étoile d'argent accompagnée de la citation suivante « La commune de Tromborn, entièrement détruite dès 1939 par l'artillerie allemande, dont la population a supporté toutes ses épreuves avec un magnifique courage, s'est acquise des droits à la reconnaissance du pays ».
Le 12 décembre 1948 les habitants assistèrent à une triple cérémonie pour la reconstruction du village de Tromborn après la Seconde Guerre mondiale :
- - le préfet posa la première pierre de la première maison construite ;
  - l’évêque bénit la chapelle provisoire érigée près du cimetière ;
  - la croix de guerre avec étoile d'argent fut remise au maire du village.

### Table d'orientation

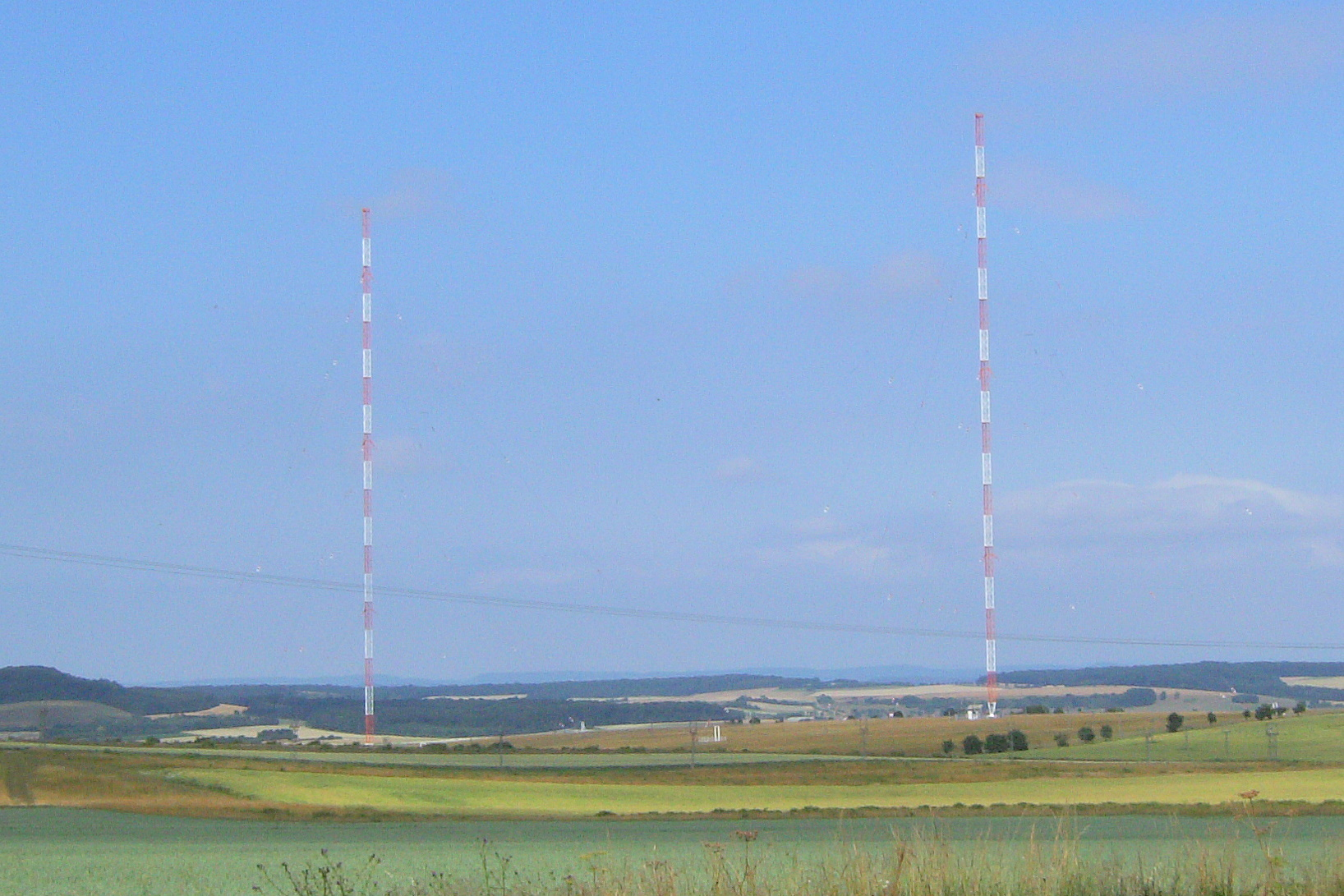
Les puissants émetteurs Europe 1 de Felsberg (Sarre) près du village.

À 382 mètres d'altitude une table d’orientation offre un panorama sur le pays de la Nied, le pays des trois frontières, la plaine de la Warndt et la Sarre. À proximité du Mont Tromborn les principaux repères visuels par temps clair sont :
- à 150 m, le pylône émetteur d'une hauteur de 76 m utilisé par EDF, Orange, SFR et TDF pour effectuer des transmissions hertziennes[118] qui culmine à 456 m Voir ce lieu sur Google Street View au lieu-dit Pustenacker ;
- à 800 m, le clocher de l’église Saint-Éloi, d’une hauteur approximative de 30 m[Note 9] qui culmine à 380 m ;
- à 2 km, le parc éolien de Téterchen d'une hauteur maximale de 127 m qui culmine à 500 m ;
- à 5 km, le parc éolien de Berviller-en-Moselle, d'une hauteur de 141 m qui culmine à 465 m[Note 10] ;
- à 6 km, les antennes de l'émetteur radio d'Europe 1 d'une hauteur de 282 m[119] qui culminent à plus de 600 m[Note 10] ;
- à 15 km, les cheminées de la plate-forme pétrochimique de Carling qui culminent à 432 m[Note 10],[Note 11] ;
- à 21 km, le pylône haubané de l'émetteur de Luttange d'une hauteur de 237 m qui culmine à 513 m ;
- à 25 km, le parc éolien allemand de Mettlach (Sarre) d'une hauteur architecturale de 138,5 m qui culmine à environ 560 m[120] ;
- à 25 km, le château de Malbrouck de Manderen[51] Classé MH (1930) d'une hauteur maximale de 68 m[121] qui culmine à plus de 500 m[122] ;
- à 32 km, les cheminées de la centrale nucléaire de Cattenom d'une hauteur maximale de 165 m[123] qui culminent à 337 m ;
- à une plus grande distance quelques parcs éoliens allemands et luxembourgeois se distinguent à l'œil nu.

### Édifices religieux
L'église communale nommée Saint-Éloi fut conçue par les architectes Roger Fraisse et Félix Madeline il y a 70 ans, sa construction a été achevée en 1955 et des rénovations y ont été effectuées au début du XXIe siècle. Au sein de cet édifice, une cloche qui fut offerte par la famille ducale en 1695 se trouve disposée à hauteur d'homme dans le prolongement droit de la nef, elle était autrefois située sur le clocher de l'église. Sa présence à Tromborn depuis 330 ans en fait un bien important du patrimoine local.

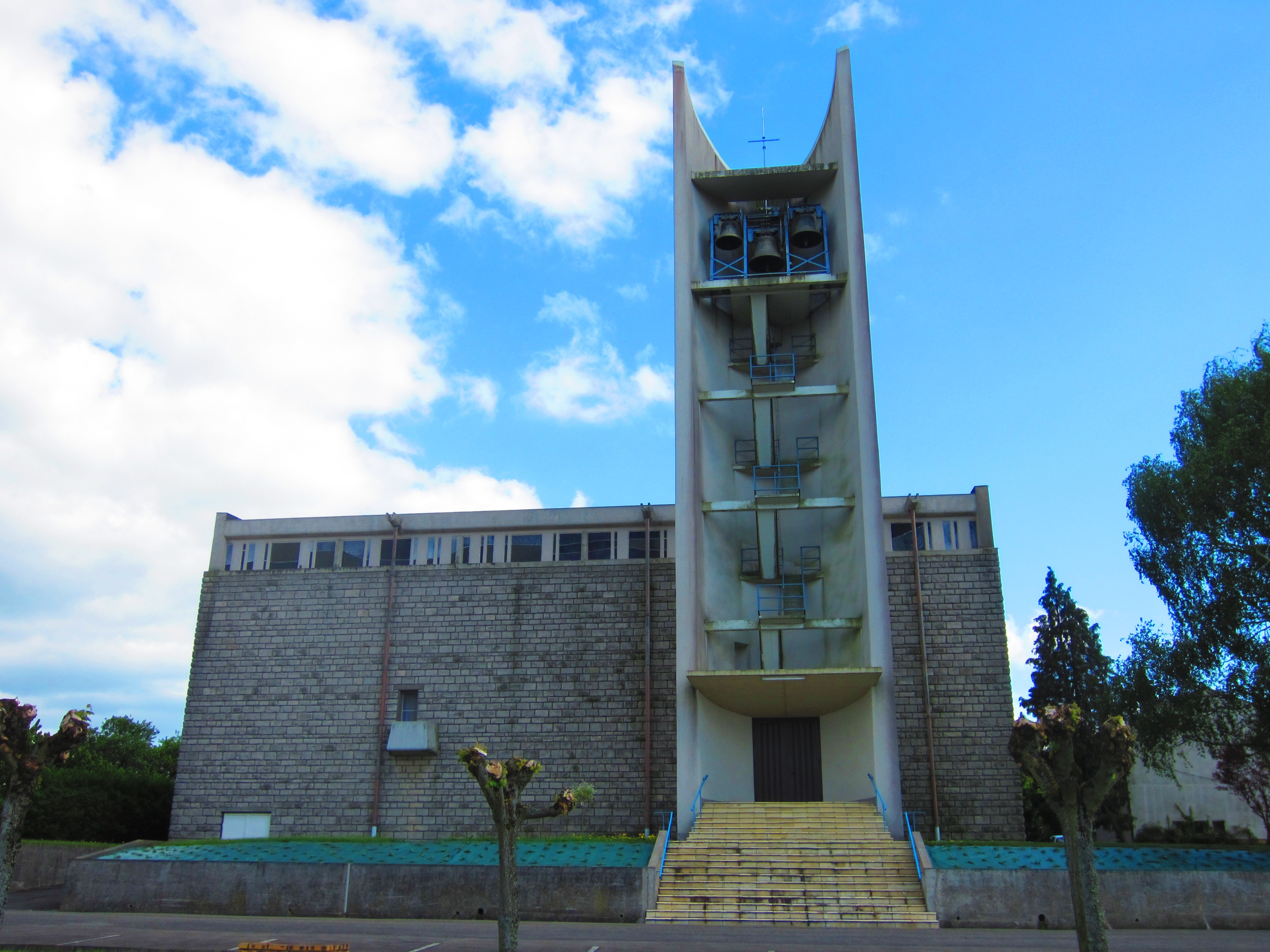
L’église Saint-Éloi de Tromborn disposant d'une architecture d'avant-garde.
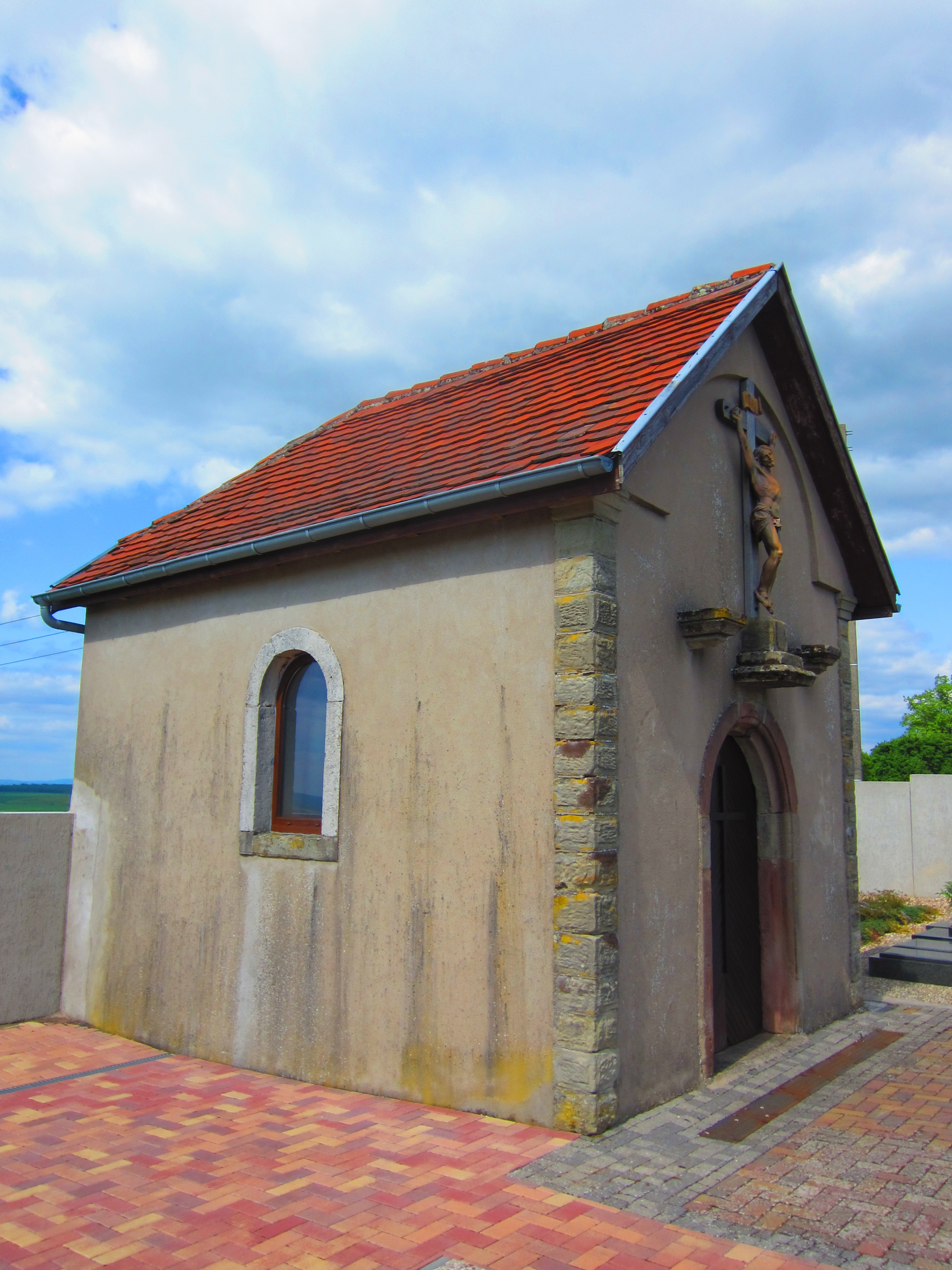
La chapelle construite au début du XXe siècle à l'intérieur du cimetière du village.

### Monuments aux morts de la guerre
Le Souvenir français fit ériger au cimetière d'Odenhoven (commune limitrophe puisque Tromborn n'avait à l'époque pas de cimetière) un monument à la mémoire de huit soldats français morts au camp de Tromborn, sur la route de la captivité en 1870. Ces victimes inconnues de la guerre, soldats de l'armée de Bazaine, ont succombé certainement exténués de fatigue au moment de franchir la frontière pour l'exil. Le dimanche 3 août 1907 pour inaugurer le monument l'abbé Roch célébra une messe à l'issue de laquelle un important cortège se joignit aux délégations, comprenant notamment des jeunes filles et le curé d'Odenhoven,.
« A vous, habitants d'Odenhofen, d'Oberdorf et de Tromborn, j'adresse ce pressant appel. Veillez sur ces glorieuses reliques comme sur la chose la plus sacrée, nous vous les confions, elles vous appartiennent. »
— Discours de M. Jean, président du comité d'organisation, août 1908.

### Archéologie
Les premières traces de présence humaine, attestées par la découverte de produits de débitage en chaille et en silex, datent d'il y a 6 000 à 7 200 ans. Le mobilier lithique se compose essentiellement de silex du Muschelkalk avec armatures de flèche pédonculées, grattoirs, lames du néolithique final. Quelques éléments du mésolithique et un nucléus (bronze) du Paléolithique moyen ont été découverts en 1982.

### Patrimoine naturel

#### Forêts
Le domaine forestier qui s'étend sur environ 145 ha est composé principalement d'essences feuillues, on note la présence de hêtre, d'épicéa, de chêne, de charme et de taillis. Un marronnier quasi centenaire  se trouve à proximité de la mairie dans la cour de l'école communale.

#### Faune
Le domaine forestier du village est peuplé par les espèces communes de la région telles que le sanglier, le chevreuil, le cerf ou le renard.
Certaines anciennes mines du Warndt comme celle de la Grande Saule à Falck, propriété de la commune de Tromborn, furent longtemps livrées aux déprédations (vandalisme des parois, pillages de minéraux, détectoristes...) et bénéficient désormais d'une protection pour leur intérêt faunistique (gîte à chiroptères du réseau Natura 2000,).

### Patrimoine culturel
Depuis 28 ans Tromborn dispose d'une place pavée sur laquelle se trouve un kiosque et la fontaine communale.

### Personnalités liées à la commune
- Jules Islert né en 1878 à Tromborn et mort le 15 octobre 1938 à Paris est un militaire français qui a notamment commandé le régiment de sapeurs-pompiers de Paris.
- Maria Schmitt, en religion Sœur Mathilde Schmitt vit le jour à Tromborn le 28 août 1853, elle fût notamment supérieure générale de la congrégation des Sœurs de la Divine Providence de Saint-Jean-de-Bassel en 1903[134].

### Héraldique
Le blason de la commune lui fut délivré par arrêté préfectoral du 28 juillet 1949 sur proposition de la commission départementale de l'Héraldique. Tromborn dépendait de l’ancien duché de Lorraine, dans la seigneurie de Berus à l’issue du bailliage d’Allemagne. La châtellenie portait d’azur, à trois lionceaux couronnés d’argent, le nom du village, qui signifie Trois Fontaines, est représenté au second parti du blason (armes parlantes) par les trois fasces ondées.
| Armes de Tromborn | Les armes de la commune peuvent se blasonner ainsi aujourd’hui : Parti d'azur à trois lions léopardés couronnés et contournés d'argent et d'argent à trois fasces ondées d'azur. |

## Pour approfondir

#### Périodiques
- D'un de nos correspondants, « Les grandes manœuvres allemandes : La bataille de Tromborn », Le Temps,‎ 8 septembre 1893, p. 1 (lire en ligne, consulté le 4 avril 2017)
- Grégore, « Les manœuvres allemandes près de Metz : Combat de Tromborn », Le Gaulois : littéraire et politique,‎ 7 septembre 1893, p. 4 (lire en ligne)
- « Les Alliés ont franchi le Rhin », L'Écho d'Alger : journal républicain du matin,‎ 29 novembre 1944, p. 1 (lire en ligne)
- « Bouzonville : d’où vient l’eau du robinet ? », Le Républicain lorrain,‎ 27 octobre 2016, p. 1 (lire en ligne)
- « Après la country, Tromborn se lance dans le rock’n’roll », Le Républicain lorrain,‎ 9 août 2012, p. 1 (lire en ligne)
- [PDF] Jean-François SCHNEIDER, « Un site Natura 2000 : Les gîtes à chiroptères du Warndt », Bourgogne-Nature « Hors-Série 1 »,‎ 2006 (présentation en ligne)
- André Thévenin, « Lorraine », Gallia préhistoire, CNRS, vol. 26, no 2,‎ 1983, p.416 (lire en ligne).
- [PDF] Philippe Louis Voltz, Annales des Mines : série 1, volume 8, 1823 (lire en ligne), p. 247
- [PDF] Moselle Tourisme, Pays de Nied : Guide touristique, Syndicat Mixte à Vocation Touristique du Pays de Nied, 2016, 57 p. (lire en ligne), p. 3-5,8,16,19,23,27-30,35,47,50-53
- [PDF] Maurice Toussaint, Bulletin de la Société des sciences de Nancy, 1950 : Nouvelle série, Tome 9, no 1, Société des sciences de Nancy, 1950, 248 p. (ISSN 0567-6576, lire en ligne), p. 18
- De notre correspondant particulier, « Le pèlerinage patriotique du Souvenir Français dans le Nord-Est de la Moselle », Le Télégramme des Vosges,‎ 28 juillet 1926 (lire en ligne, consulté le 6 juillet 2022)
- De notre correspondant particulier, « Inauguration d'un monument à 8 soldats français morts en 1870 », Le Courrier de Metz : journal politique absolument indépendant,‎ 5 août 1908 (lire en ligne, consulté le 6 juillet 2022)
- « Inauguration d'un monument à huit soldats français morts en 1970 à Odenhofen », Le Messin : organe des intérêts lorrains,‎ 4 août 1908 (lire en ligne, consulté le 6 juillet 2022)
- « Circuit automobile de Lorraine », L'Est républicain : quotidien régional,‎ 6 février 1910 (lire en ligne, consulté le 6 juillet 2022)
- « Chronique locale », Le Messin : organe des intérêts lorrains,‎ 8 septembre 1889 (lire en ligne, consulté le 6 juillet 2022)
- [PDF] « Revue technique et sportive pour le développement de l'automobilisme », Automobil Revue,‎ 19 juin 1910, p. 12 (lire en ligne, consulté le 6 juillet 2022)
- « Chronique locale », Le Messin : organe des intérêts lorrains,‎ 17 février 1889 (lire en ligne, consulté le 7 juillet 2022)
- « Alsace-Lorraine », Le Courrier de Metz : journal politique absolument indépendant,‎ 22 septembre 1903 (lire en ligne, consulté le 6 juillet 2022)